# Tiësto
Тейс Міхіл Вервест (нід. Tijs Michiel Verwest МФА: [ˈtɛi̯s miˈxil vərˈʋɛst]; нар. 17 січня 1969 в місті Бреда, Нідерланди), відоміший під псевдонімом Tiësto (МФА: [ˈcɛstoː]) — нідерландський ді-джей, музикант, композитор і продюсер електронної музики. У нього було багато псевдонімів у минулому, але славу він здобув як DJ Tiёsto. 2003 року приставка DJ була вилучена і тепер він працює під псевдонімом Tiёsto. Псевдонім Tiёsto — Тейсове дитяче прізвисько, в італійському стилі.

## Життєпис
У 1997 році він заснував лейбл Black Hole Recordings з Арні Бінком, де він випустив свої легендарні серії Magik та In Search of Sunrise. У 1999 та 2000 роках він співпрацював з Феррі Корстеном в їх спільному проєкті Gouryella. Ремікс 2000-го року на Delerium's Silence у виконанні Сари Маклахлан представив його більшому колу слухачів. 2001 року він випустив свій перший сольний альбом In My Memory у який увійшли такі хіти як In My Memory (Featuring Nicola Hitchcock), Lethal Industry, Magik Journey, Dallas 4PM, Flight 643 та ін., які почали його кар'єру. Тричі поспіль він отримував титул Ді-джея № 1 у світі за результатами голосування журналу DJ Magazine з 2002 по 2004 рік.
Відразу після випуску його другого студійного альбому Just Be в 2004 він виступив на відкритті Літніх Олімпійських Ігор в Афінах, Греції і став першим ді-джеєм що виступив на Олімпійських Іграх. Треки які він підготував до Олімпійських Ігор були зміксовані і вийшли мікс-компіляцією під назвою Parade Of Athletes в цьому ж році. Він був назначений Кавалером ордену Оранських-Нассау в 2004 році королевою Беатрикс. В травні 2006 обраний офіційним послом Dance4Life і випустив пісню Dance4Life спільно з Maxi Jazz для допомоги в боротьбі зі СНІД.
В квітні 2007 Tiësto запустив своє радіошоу Tiësto's Club Life на Нідерландському Radio 538 і випустив свій третій студійний альбом названий Elements of Life. Альбом зайняв першу позицію в нідерландських чартах, а також на Billboard Top Electronic Albums в США і отримав Греммі в 2008 році. Tiësto випустив свій четвертий студійний альбом Kaleidoscope в жовтні 2009 року. П'ятий альбом - Місто Під Назвою Рай (англ. A Town Called Paradise), котрий було анонсовано 25 квітня 2014 року, надійде у продаж 16 червня. До поки він доступний лише для попереднього замовлення.

## Кар'єра

### 1969–2000 Дитинство та початок музичної кар'єри
Тейс Вервест народився в місті Бреда, Північний Брабант, Нідерланди 17 січня 1969. Інтерес до музики в нього з'явився в 12 років, коли йому було 14 років він вирішив присвячати більше часу музиці і почав професійно займатись ді-джеїнгом на шкільних вечірках. Він пішов далі щоб стати резидентом в декількох клубах в Нідерландах в період між 1985 і 1994 роками після того як його менеджер та друг Wilfred підтримав його та надав впевненості. Наприкінці 80-х став резидентом в маленькому нічному клубі The Spock в рідному місті Бреда. Клуб міг вмістити в себе всього близько 200 людей і Тейс був єдиним ді-джеєм. На початку кар'єри він грав переважно музику в стилях New Beat та ейсід-хауз, періодично «розбавляючи» піснями Мадонни. Тейс був достатньо ізольований в ранній період творчості від світових трендів електронної музики і це дозволило йому сформувати свій особистий стиль музики.
|           | Було взагалі не важливо, що там мало людей. Я міг робити що хотів. Ізольованість була дуже хороша. Саме завдяки цьому я зміг створити себе і свою музику. |
| — Tiësto, | |

У 1994 він почав видавати свій матеріал на лейблі Noculan Records, що є під-лейблом Chemo and Coolman. В той час він продюсував треки в стилі hardcore/gabber під псевдонімами Da Joker та DJ Limited. Пізніше він був помічений головним менеджером Роттердамського леблу Basic Beat Recordings.
В кінці 1994 року він приєднався до Basic Beat і випускав записи на під-лейблі Trashcan, там він познайомився з Арні Бінком, разом з ним він створив під-лейбл Guardian Angel, на ньому вони випустили популярну серію Forbidden Paradise.
В період з 1995 по 1996 Tiësto випустив 4 записи на Bonzai Jumps та XTC, під-лейблах Lightning Records. В 1997 Tiësto приєднався до свого друга Іва Ванділа на його під-лейблі DJ Yves, частини не існуючого зараз Human Resource лейблу XSV Music. Восени 1997 Арні та Tiësto вирішили покинути Basic Beat щоб створити свій власний лейбл, названий Black Hole Recordings, Trashcan було припинено, а Guardian Angel продовжував випускати музику до 2002 року. На Black Hole Tiësto випустив серію Magik, а також в 1998 році створив 2 важливі під-лейбли In Trance We Trust та SongBird. З 1998 по 1999 Tiësto випускав матеріал на Planetary Consciousness де він знайшов A&R Hardy Heller і запропонував йому випустити деякі треки на Black Hole. Пізніше Tiësto почав випускати серію In Search of Sunrise на SongBird.
В 1999 Tiësto об'єднав зусилля з іншим голландським ді-джеєм Феррі Корстеном, для створення транс дуету Gouryella. Щоб підтримати зростання транс музики в той час, вийшло 20 різних CD чотирьох треків Gouryella на дев'яти різних лейблах. Він також співпрацював з Benno de Goeij під ім'ям Kamaya Painters.
З листопаду 1999 він щомісяця був резидентом одного з найпопулярніших клубів Англії Gatecrasher що розташовується в Шеффілді. В 1999 він також зіграв 12-годинний сет, що став його найдовшим концертом в Амстердамі.

### 2000—2002: Шлях до слави та In My Memory
В кінці 2000 року Tiësto вирішив сконцентруватися на власній творчості і залишив Корстена дописувати та продюсувати наступний сингл Gouryella разом з Джоном Юбенком, рекордингова компанія вимагала більше треків і ні Tiësto ні Феррі не могли робити разом у цей час. Tiësto представив Арміна ван Бюрена, Йогана Гілена і Феррі Корстена широкій публіці в його першій компіляції In Trance We Trust. Summerbreeze став дебютним міксом Tiësto в США завдяки контракту з Nettwerk. Summerbreeze включав його ремікс на Delerium's «Silence», він перебував 4 тижні в топ 10 Британського чарту і досягнув третьої позиції в танцювальному чарті Billboard. In Search of Sunrise 2 вийшов 2000 року. Tiësto вирішив створити під-лейбл названий Magik Muzik. Лейбл почав випускати власні твори Tiësto, але на ньому також випускались треки для Filterheadz, Oliver Lieb, Mark Norman, Mojado, Phynn і Jes Brieden. Лейбл став торговою маркою яка виступає за якісну електронну танцювальну музику і яка була використана для випуску класичного танцювального гімну Tiësto — Flight 643 в 2001 році.
Шлях до слави Tiësto почався на початку 2000-го після ID&T Innercity party і виходу альбому In My Memory, його перший сольний альбом вийшов в 2001 році складався з 10 синглів. Синглами з альбому були: «Lethal Industry» який був створений в 1999 році і нараховував всього 3 копії випущені на той час, трек офіційно вийшов в 2001 році і був реміксований Річардом Дюрандом в 2006 разом з «Flight 643» який також був лідируючим синглом, що пізніше був адаптований з вокалом Сюзанни Палмер і вийшов як «643 (Love's on Fire)».
Інші треки це «Obsession» над яким Tiësto працював разом з Junkie XL також відомим як Tom Holkenborg, інструментальні треки «Dallas 4PM» та «Suburban Train» з «Urban Train» на стороні В пластинки які також містять вокал. Останні сингли що вийшли це «In My Memory», головний трек альбому і єдиний який досяг високих позицій у чартах США та «Magik Journey» який відкрив Tiësto in Concert (2003).2 лютого 2002-го року Tiësto грав дев'ять годин поспіль на другому фестивалі Dutch Dimension. 27 лютого був нагороджений музичною нагородою Zilveren ('Silver') Harp. Цього ж року він отримав Lucky Strike Dance Award в категорії найкращий Trance/Progressive ді-джей. В серпні він брав участь у частині Area2 туру Moby. Вісімнадцять днів поспіль подорожував США з такими артистами як Moby, David Bowie і Busta Rhymes. Після успіху реміксу Junkie XL на Elvis Presley — «A Little Less Conversation» в чартах, Tiësto випускає ремікс на «Burning Love» Елвіса який потім був номінований на Dance Award британського Muzik Magazine в категорії Best Radio 1 Essential Mix. В січні 2003 Tiësto отримав щорічну Dutch Popprijs (Поп нагорода) протягом фестивалю Noorderslag. Після туру з Moby, Tiësto зробив 2 ремікси на «We Are All Made of Stars» і «Extreme Ways» в тому ж році, «We Are All Made of Stars» досяг 13 позиції в Hot Dance Club Play.
У 2002 він випустив свій перший мікс In Search of Sunrise з зазначенням місця в його назві In Search of Sunrise 3: Panama. 28 березня 2003 Tiësto, Dieselboy, Bad Boy Bill, і Noel Sanger долучився до туру PlayStation2 Dual Play. Виступи Tiësto з Ноелем проводилися з 13 квітня по 6 червня 2003-го.

### 2003—2004: Just Be та Олімпійські ігри
На початку 2000-го року Tiësto грав 6 годин поспіль без інших ді-джеїв та розігріву. Ідея, коли єдиний ді-джей грає для великої кількості публіки, була доведена до свого піку коли Tiësto виступив з соло концертом на стадіоні; 10 травня 2003 він виступив для 25000 людей на стадіоні Гелредом, що в Арнемі. Цей концерт пізніше було названо Tiësto In Concert, захід набув величезного успіху. Він зробив такий самий концерт наступного року, протягом двох ночей поспіль, наприкінці жовтня. На додаток до проведення цих двох концертів для 35000 своїх шанувальників, він провів ще один концерт для натовпу з більше ніж 20000 людей в бельгійському Гасселті наступного тижня. DVD концертів 10 травня 2003 та 30 жовтня 2004 були видані та мали назву Tiësto In Concert та Tiësto In Concert 2 відповідно. На DVD показано весь шлях, від зародження та реалізації ідеї і до самого концерту який включав в себе живі виступи Andain, Dinand Woesthoff та Jan Johnston.

## Музичні приклади
- Flight 643ⓘ, сингл (2001)

## Творчість у 2009 році
У березні 2009 року було оголошено про вихід нового альбому Tiësto у серпні, частина якого буде створена вже цього літа. Summer tour розпочнеться у травні і триватиме до кінця літа, за словами музиканта, це репетиція туру в підтримку нового альбому. Під час літнього турне, Tiësto також заїде до Києва, а саме 28 червня.

## Особисте життя
На початку 2006 року Вервест мав стосунки з Монікою Спронк. У січні 2008, газети писали про весілля Tiësto з його подругою Стейсі Блокс 10 жовтня 2008 року. Але ді-джей скасував його, стверджуючи, що в нього напружений графік та мало часу для підготовки. 2008 року Стейсі Блокс покинула його, через постійну затримку їхнього весілля. У 2017 оголосив про заручини з моделлю Аннікою Бекес, яка трохи більше ніж вдвічі молодша за нього.

## In The Booth
InTheBooth — офіційний фан-сайт Tiësto тільки для його членів. Заснований 17 липня 2009, це «єдине місце де можливо купити по передпродажу квитки на концерти світового турне Tiësto раніше за будь-кого». Сайт також містить ексклюзивні оновлення, нову музику, відео, закулісні кліпи з шоу Tiësto і товари тільки для членів сайту.

## Дискографія
| Студійні альбоми - In My Memory (2001) - Just Be (2004) - Elements of Life (2007) - Kaleidoscope (2009) - A Town Called Paradise (2014) Інші альбоми - Parade of the Athletes (2004) - Just Be: Remixed (2006) - Elements of Life: Remixed (2008) - Kaleidoscope: Remixed (2010) Компіляції - Forbidden Paradise 3 — The Quest for Atlantis (1995) - Forbidden Paradise 4 — High as a Kite (1995) - Forbidden Paradise 5 — Arctic Expedition (1996) - Forbidden Paradise 6 — Valley of Fire (1996) - Lost Treasures 1 — Isle of Ra (1996) - Lost Treasures 2 — Concerto for Sonic Circles (1996) - Magik One — First Flight (1996) - Lost Treasures 3 — Creatures of the Deep (1997) - Magik Two — Story of the Fall (1998) - Magik Three — Far From Earth (1998) - In Trance We Trust (1998) - Space Age 1.0 (1998) - Space Age 2.0 (1998) - Forbidden Paradise 7 — Deep Forest (1998) - Magik Four — A New Adventure (1999) - In Search of Sunrise (1999) - Live at Innercity, Amsterdam-Rai (1999) - Summerbreeze (2000) - Magik Five — Heaven Beyond (2000) - Magik Six — Live in Amsterdam (2000) - In Search of Sunrise 2 (27 lutego 2001) - Magik Seven — Live in Los Angeles (2001) - Revolution (2001) - In Search of Sunrise 3 — Panama (22 липня 2002) - Nyana (5 травня 2003) - DJ Tiesto — World Leader (2003) - Parade of the Athletes (18 жовтня 2004) - In Search of Sunrise 4 — Latin America (29 квітня 2005) - In Search of Sunrise 5 — Los Angeles (25 квітня 2006) - In Search of Sunrise 6 — Ibiza (18 вересня 2007) - In Search of Sunrise 7 — Asia (10 червня 2008) - Club Life: Volume One Las Vegas (5 квітня 2011) - Club Life: Volume Two Miami (21 квітня 2012) - Club Life: Volume Three Stockholm (18 червня 2013) | Відео - Live at Innercity: Amsterdam RAI (1999) - Another Day at the Office (2003) - Tiësto in Concert (2003) - Tiësto in Concert 2 (2004) - Copenhagen: Elements of Life World Tour (2008) - In Search Of Sunrise Asia DVD (2009) Сингли - Spiritual Wipe Out (1990, як Da Joker) - Voyage (1990, з Yahel) - Arabsession (1994, як DJ Limited) - In the Ghetto (1994, як Da Joker) - Second Game (1996, як Tom Ace) - The Tube (1996) - In My Heart (1996, як Paradise in Dubs) - Blackspin (1996, як Passenger) - Chapter Two (1997, як Stray Dog) - Shandar (1997) - Our Love (1998, як Roze) - Groove Lounge (1998, як Wildbunch) - Return of Groove Lounge (1998, як Wildbunch) - When She Left (1998, як Allure) - Flying Squirrel Problem (1998, як Drumfire) - Turn Me On Now (1998, як Ceres) - Bleckentrommel (1999, з DJ Montana & Storm) - Gimme Some Sugar (1999, з DJ Montana & Storm) - Cruising (1999, як Allure) - Mirror (1999, як Stray Dog) - The Next Chapter (1999, як Stray Dog) - Rejected (1999, як Allure) - Lethal Industry (1999) - Sparkles (1999) - Theme From Norefjell (1999) - No More Tears (2000, як Allure з Cor Fijneman) - We Ran at Dawn (2000, як Allure) - Battleship Grey (2001) - Flight 643 (2001) - Suburban Train (2001) - Urban Train (2001) - DreamTime (2002 з Ferry Corsten) - In My Memory (2002) - Magik Journey (2002) - Obsession (2002, з Junkie XL) - Beautiful Things (2003 з Andain) - Traffic (2003) - Dallas 4pm (2004) - Trance Match (2004 з Armin Van Buuren) - Love Comes Again (2004, з BT) - Just Be (2004, з Kirsty Hawkshaw) - Adagio for Strings (2004) - The Loves We Lost (2005, як Allure) - Dance4Life (2006, з Maxi Jazz) - Somewhere Inside Of Me (2007, як Allure з Julie Thompson) - Dancing Water (2007, як Jedidja з Dennis Waakop Reijers) - High Glow (2007, як Taxigirl з Dennis Waakop Reijers та Jes Brieden) - In The Dark (2007, з Christianem Burnsem) - Break My Fall (2007, з BT) - Take Me Away (2007 з Armin Van Buuren) - Tell Me (2007, як Clear View) - A New Dawn (2007, як Steve Forte Rio) - Power Of You (2008, як Allure з Christian Burns) - Global Harmony (2008) - Alone in the Dark (2008) - Traffic feat. Metropole Orkest (2008) - I Will Be Here feat. Sneaky Sound System (2009) - Escape Me (2009 з C.C. Sheffield) - Feel It (2009 з Three 6 Mafia, Flo Rida & Sean Kingston) - Century (2009 з Calvin Harris) - No Memory From Yesterday (2010) |

## Тури
- 2002: Area2 Tour
- 2004: Just Be: Train Tour
- 2005: Tiësto in Concert: North America Tour 2005
- 2005: Central Eastern European Tour 2005
- 2006: In Search of Sunrise 5 Asia Tour
- 2007—2008: Elements of Life World Tour
- 2008: In Search of Sunrise: Summer Tour 2008
- 2009—2010: Kaleidoscope World Tour